# Театр на крыше
Театр на крыше - продюсерский театральный проект в Красноярске.

## История
Театр на крыше появился в 2012 году в городе Красноярске. В первом сезоне театр работал на крыше "ОШО-центра",  было показано всего три спектакля, среди которых "Приключения Юли и Наташи", "Пат, или игра королей","Спи, Ленин". Зрители смотрели представления, сидя на маленьких подушках.  В первых постановках принимали участие актеры Красноярского драматического театра им. А.С.Пушкина: В.Дьяконов, Л. Михненкова, Э.Михненков, М.Алексеева,  Э.Шевчук, С. Даниленко. В эскизе "Спи, Ленин" работали актеры А. Даряла, Д. Васьков. В следующем году количество спектаклей увеличилось в три раза, появились концерты. Театр работает не только на летней площадке крыши, но и круглый год, меняя сцены в зависимости от задач режиссёров.